# Salas Okechukwu
Salas Obasi Okechukwu (15 maggio 1989) è un ex calciatore nigeriano, di ruolo centrocampista.

## Carriera
Ha giocato nella prima divisione bulgara.